# Madagaskarkauz
Der Madagaskarkauz (Athene superciliaris; Syn. Ninox superciliaris) ist eine endemisch auf Madagaskar vorkommende Vogelart aus der Familie der Eigentlichen Eulen (Strigidae).

## Beschreibung
Der Madagaskarkauz erreicht eine Körperlänge von 23 bis 30 Zentimetern und ein Gewicht von bis zu 236 Gramm. Es handelt sich um eine mittelgroße Eule mit rundem Kopf ohne Federohren. Die Oberseite ist braun und nur mit einigen kleinen weißen Flecken auf dem Scheitel und den Flügeldecken versehen. Auffällig ist ein breiter weißlicher Überaugenstreif. Die Unterseite ist weiß und braun quer gebändert. Schnabel, Beine und Füße haben eine gelbliche Farbe. Die Vögel zeigen keinen Geschlechtsdimorphismus.

## Verbreitung und Lebensraum
Das Verbreitungsgebiet des Madagaskarkauzes umfasst einen sehr breiten Küstenstreifen um die gesamte Insel Madagaskar. Er fehlt lediglich im zentralen Hochland. Er besiedelt immergrüne Regenwälder, bewaldete Savannen und felsige Schluchten von der Ebene bis in eine Höhe von 800 Metern.

## Lebensweise
Über die Lebensweise der Madagaskarkäuze liegen nur unvollständige Angaben vor. Sie ernähren sich in erster Linie von Insekten, gelegentlich auch von Amphibien und Reptilien sowie von kleinen Vögeln und kleinen Säugetieren, beispielsweise Mäusen. Sie jagen ausschließlich in der Nacht. Die Brutsaison fällt in die Monate Oktober bis Dezember. Die Nester werden in Baumhöhlen angelegt und mit drei bis fünf Eiern bestückt. Details zum Brutverhalten sind nicht bekannt.

## Gefährdung
Der Madagaskarkauz ist auf Madagaskar weit verbreitet und nicht selten. Demzufolge klassifiziert die Weltnaturschutzorganisation IUCN die Art als  „least concern = nicht gefährdet“.

## Taxonomie
Aufgrund von genetischen Analysen wird der Madagaskarkauz von einigen Autoren in die Gattung Athene gestellt. Weitere Untersuchungen zur endgültigen Klärung der Gattungszugehörigkeit sind erforderlich.